# Mahmoud Abdel Monsef
Mahmoud Abdel Monsef  (tiếng Ả Rập: محمود عبد المنصف) là một cầu thủ bóng đá người Ai Cập thi đấu cho đội bóng tại Giải bóng đá ngoại hạng Ai Cập Zamalek SC ở vị trí thủ môn.

## Danh hiệu

### Zamalek SC
- Cúp bóng đá Ai Cập (1): 2017–18